# Vermondo Brugnatelli
(Vermondo Brugnatelli, da "Fiabe del popolo Tuareg e dei Berberi del Nordafrica")
Vermondo Brugnatelli (Milano, 19 ottobre 1953) è un linguista, saggista e glottologo italiano, reputato fra i massimi studiosi contemporanei della lingua berbera.

## Biografia
Discendente di Luigi Valentino Brugnatelli - uno dei primi editori in Italia - omonimo del nonno avvocato Vermondo Brugnatelli sr., nasce secondogenito e primo maschio degli otto figli dell'avvocato Enrico e di Maria Modesta Moreno.
Presidente della Associazione Culturale Berbera e animatore della pubblicazione Awal n Tmazight (La voce berbera), su Internet ha promosso l'attivazione e cura tuttora l'edizione in lingua berbera di Wikipedia, una enciclopedia libera a redazione popolare.
È professore associato all'Università degli Studi di Milano Bicocca. Partecipa ed è membro di numerosi sodalizi ed organizzazioni o istituzioni scientifiche di glottologia e linguistica.
Fra i numerosi incarichi di insegnamento, ha retto le cattedre di Linguistica strutturale (Indirizzo vicino-orientale) presso la Civica Scuola di Lingue Orientali del Comune di Milano, di Glottologia presso l'Istituto Universitario di Bergamo, di Dialettologia Berbera presso la Scuola di Studi Islamici dell'Istituto Universitario Orientale di Napoli, e di Linguistica Generale e Istituzioni di cultura araba alla Bicocca di Milano.
Ha tenuto corsi di Linguistica Camito-Semitica presso l'Università degli Studi di Torino (cattedra di Filologia Semitica) e di "Lingua e Cultura Berbera" presso l'Università degli Studi di Milano (cattedra di Ebraico e Lingue Semitiche Comparate).
Fra le pubblicazioni, nel 1981 lo studio "Un nuovo arabismo sardo" nel quale ha presentato sue risultanze circa l'influsso dell'arabo sulla lingua sarda. L'anno successivo "Questioni di morfologia e sintassi dei numerali cardinali semitici",, considerato da diversi studiosi di rilevante importanza specifica anche metodologicamente. Nello stesso anno ha pubblicato Note di geografia linguistica berbera.
Lavori successivi hanno riguardato l'onomastica, la numerazione e l'onomastica domestica ad Ebla (di cui ha analizzato anche le misure di capacità), analisi comparative fra i costrutti genitivali camito-semitici ed indeuropei e sul causativo nella lingua aramaica e nella lingua semitica nord-occidentale, ed approfondimenti di diversi generi sulla cultura e sulle popolazioni di lingua berbera.
Nel 2013, in occasione del suo sessantesimo compleanno, è stato pubblicato un volume in suo onore, Tilelli. Scritti in onore di Vermondo Brugnatelli, per i tipi di Caissa Italia.

## Opere principali
- Questioni di morfologia e sintassi dei numerali cardinali semitici, Firenze, Nuova Italia, 1982
- (a cura di) Fiabe del popolo tuareg e dei Berberi del Nordafrica, Milano, Mondadori, 1994
- (a cura di) Fiabe del Sahara, Milano, Mondadori, 1996
- (a cura di) Fiabe algerine, Milano, Mondadori, 1996
- (a cura di) Fiabe del Marocco, Milano, Mondadori, 1997
- "Muhend U Yahia (Abdellah Mohia). Il traduttore di Pirandello in berbero", Diario, 9:48 (2004), p. 64
- "La famiglia delle lingue afro-asiatiche (o camito-semitiche)",  in Emanuele Banfi, Nicola Grandi (a cura di), Le lingue extraeuropee: Asia e Africa, Roma, Carocci, 2008,  pp. 443–487
- (con M. Lafkioui, a cura di) Berber in Contact: linguistic and socio-linguistic perspectives, Köln, Köppe, 2008
- "Lingue pre-arabe dell'Africa Settentrionale: 30 anni di studi libico-berberi", AIΩN 30[9]